# Puchar Tatrzański 2018
71. edycja Pucharu Tatrzańskiego – rozegrana została w dniach 30 sierpnia - 2 września 2018. W turnieju wzięło udział sześć drużyn. Mecze rozgrywane były w hali Zimný štadión mesta Poprad.
Do turnieju oprócz drużyny gospodarzy HK Poprad zaproszono pięć drużyn: francuski Rapaces de Gap, słowackie HC Koszyce, węgierski DVTK Jegesmedvék oraz czeskie Orli Znojmo i HC Vítkovice. Drużyny rywalizowały w dwóch grupach i rozgrywały mecze w systemie każdy z każdym. Zwycięzcy grup zmierzyli się w finale, drużyny z drugich miejsc zagrały w meczu o 3 miejsce, natomiast drużyny z trzecich miejsc grały o 5 miejsce. Obrońcami tytułu była drużyna HC Koszyce, która w tym sezonie zajęła piąte miejsce.
W turnieju zwyciężyła drużyna gospodarzy, przed czeskim Orli Znojmo oraz francuskim Rapaces de Gap.

## Faza grupowa
Grupa A
| 30 sierpnia 2018 | HK Poprad | 3:1 | DVTK Jegesmedvék | Zimný štadión mesta Poprad, Poprad |

| Szczegóły      | Szczegóły                                     | Szczegóły       | Szczegóły   | Szczegóły |
| -------------- | --------------------------------------------- | --------------- | ----------- | --------- |
| Godzina: 16:00 | J. Abdul 35' P. Svitana 37' D. Bondra (SO) 60 | (0:0, 2:0, 1:1) | 54' Kulmala |           |

| 31 sierpnia 2018 | DVTK Jegesmedvék | 3:1 | HC Vítkovice | Zimný štadión mesta Poprad |

| Szczegóły      | Szczegóły                                     | Szczegóły       | Szczegóły    | Szczegóły |
| -------------- | --------------------------------------------- | --------------- | ------------ | --------- |
| Godzina: 19:00 | B. Láda 16' M. Miskolczi 52' M. Miskolczi 59' | (1:0, 0:1, 2:0) | 40' R. Olesz |           |

| 1 września 2018 | HK Poprad | 5:6 pk. | HC Vítkovice | Zimný štadión mesta Poprad |

| Szczegóły      | Szczegóły                                                                   | Szczegóły                 | Szczegóły                                                                          | Szczegóły |
| -------------- | --------------------------------------------------------------------------- | ------------------------- | ---------------------------------------------------------------------------------- | --------- |
| Godzina: 19:00 | S. Mlynarovič 5' M. Zagrapan 20' S. Takáč 33' J. Ťavoda 51' M. Zagrapan 53' | (2:1, 1:1, 2:3, 0:0, 0:1) | 2' de la Rose 24' J. Výtisk 51' D. Květoň 54' R. Olesz 60' S. Mahbod 65' S. Mahbod |           |

| Lp. | Zespół           | M | Pkt | Z | WpD | PpD | P | G+ | G- | +/- |
| --- | ---------------- | - | --- | - | --- | --- | - | -- | -- | --- |
| 1   | HK Poprad        | 2 | 4   | 1 | 0   | 1   | 0 | 8  | 7  | +1  |
| 2   | DVTK Jegesmedvék | 2 | 3   | 1 | 0   | 0   | 1 | 4  | 4  | 0   |
| 3   | HC Vítkovice     | 2 | 2   | 0 | 0   | 1   | 1 | 7  | 8  | 0   |

      = awans do finału,       = udział w meczu o 3 miejsce,       = udział w meczu o 5 miejsce
Grupa B
| 30 sierpnia 2018 | Orli Znojmo | 4:3 pd. | HC Koszyce | Zimný štadión mesta Poprad |

| Szczegóły      | Szczegóły                                      | Szczegóły            | Szczegóły                       | Szczegóły |
| -------------- | ---------------------------------------------- | -------------------- | ------------------------------- | --------- |
| Godzina: 19:00 | Lattner 10' Braes 15' Tejnor 27' McPherson 64' | (2:1, 1:1, 0:1, 1:0) | 14' Netík 25' Brophey 59' Kafka |           |

| 31 sierpnia 2018 | Rapaces de Gap | 2:4 | Orli Znojmo | Zimný štadión mesta Poprad |

| Szczegóły      | Szczegóły                | Szczegóły       | Szczegóły                                       | Szczegóły |
| -------------- | ------------------------ | --------------- | ----------------------------------------------- | --------- |
| Godzina: 15:00 | Kambeitz 12' Abramov 28' | (1:0, 1:1, 0:3) | 21' Lattner 45' Kalus 48' Stehlík 60' McPherson |           |

| 1 września 2018 | HC Koszyce | 2:3 pd. | Rapaces de Gap | Zimný štadión mesta Poprad |

| Szczegóły      | Szczegóły           | Szczegóły            | Szczegóły                           | Szczegóły |
| -------------- | ------------------- | -------------------- | ----------------------------------- | --------- |
| Godzina: 15:00 | Netík 4' Šoltés 31' | (1:1, 1:1, 0:0, 0:1) | 16' Bouvet 36' Abramov 62' Jekimovs |           |

| Lp. | Zespół         | M | Pkt | Z | WpD | PpD | P | G+ | G- | +/- |
| --- | -------------- | - | --- | - | --- | --- | - | -- | -- | --- |
| 1   | Orli Znojmo    | 2 | 5   | 1 | 1   | 0   | 0 | 8  | 5  | +3  |
| 2   | Rapaces de Gap | 2 | 2   | 0 | 1   | 0   | 1 | 5  | 6  | -1  |
| 3   | HC Koszyce     | 2 | 2   | 0 | 0   | 2   | 0 | 5  | 7  | -2  |

      = awans do finału,       = udział w meczu o 3 miejsce,       = udział w meczu o 5 miejsce

## Faza pucharowa
Mecz o 5 miejsce
| 2 września 2018 | HC Vítkovice | 1:2 pk. | HC Koszyce | Zimný štadión mesta Poprad |

| Szczegóły      | Szczegóły   | Szczegóły                 | Szczegóły            | Szczegóły |
| -------------- | ----------- | ------------------------- | -------------------- | --------- |
| Godzina: 11:00 | Kucsera 34' | (0:0, 1:0, 0:1, 0:0, 0:1) | 50' Haščák 65' Kafka |           |

Mecz o 3 miejsce
| 2 września 2018 | DVTK Jegesmedvék | 0:3 | Rapaces de Gap | Zimný štadión mesta Poprad |

| Szczegóły      | Szczegóły | Szczegóły       | Szczegóły                          | Szczegóły |
| -------------- | --------- | --------------- | ---------------------------------- | --------- |
| Godzina: 15:00 |           | (0:1, 0:1, 0:1) | 11' Gallet 24' Gallet 60' Jekimovs |           |

Finał
| 2 września 2018 | HK Poprad | 4:1 | Orli Znojmo | Zimný štadión mesta Poprad |

| Szczegóły      | Szczegóły                                     | Szczegóły       | Szczegóły     | Szczegóły |
| -------------- | --------------------------------------------- | --------------- | ------------- | --------- |
| Godzina: 19:00 | Kozák 38' Mlynarovič 41' Bondra 55' Takáč 57' | (0:0, 1:0, 3:1) | 47' McPherson |           |

## Klasyfikacja turnieju
| Lp.   | Drużyna          |
| ----- | ---------------- |
| złoto | HK Poprad        |
|       | Orli Znojmo      |
|       | Rapaces de Gap   |
| 4     | DVTK Jegesmedvék |
| 5     | HC Koszyce       |
| 6     | HC Vítkovice     |